# Elie Benamozegh
Elie Benamozegh est un rabbin, kabbaliste et philosophe italien du XIXe siècle (Livourne, 24 avril 1823 - 6 février 1900).

## Biographie
Né à Livourne de parents, Abraham et Clara, natifs de Fès. Orphelin à l'âge de quatre ans, il entre précocement à l'école où il est instruit en sciences élémentaires, ainsi qu'en hébreu, en anglais et en français, langue pour laquelle il se révèle particulièrement doué. Il se consacre ensuite à l'étude, et la réconciliation de la philosophie avec la théologie.
À l'âge de 25 ans, il commence une carrière commerciale, sacrifiant tous ses loisirs à l'étude. « Dans sa jeunesse, il se cachait parmi les balles de coton de l’entrepôt où il travaillait comme magasinier pour lire Spinoza. » Sa passion pour la science et sa vie religieuse active le mènent cependant rapidement à délaisser son métier. Il publie alors des articles scientifiques et apologétiques, où se révèlent un profond attachement à la religion juive, ainsi qu'un esprit libéral et ouvert. Au nom de la défense de la tradition, il entreprend de réhabiliter la Kabbale, considérée alors avec le plus grand dédain.
Il est ultérieurement nommé rabbin et professeur de théologie à l'école rabbinique de Livourne, continuant à mettre sa plume au service du judaïsme jusqu'à sa mort.
En 1865, un Herem est prononcé contre lui par les rabbanim d'Alep et de Damas qui ont procédé à un autodafé.

## Thèses
Dans son livre, Israël et l'humanité, il prône le mosaïsme pour la communauté juive et le nohaisme pour l'ensemble de l'humanité.
Selon le point de vue juif le plus orthodoxe, Benamozegh considère les membres des peuples de l’humanité comme les enfants de Dieu. Israël est selon lui investi d'une mission sacerdotale au sein de ceux-ci qui sont ses frères. La position de Benamozegh est que le noachisme est la véritable religion de l’humanité. « La constitution d'une religion universelle est le but final du judaïsme » (Israël et l'Humanité, Rééd. Albin Michel 1980, p. 28)
Le judaïsme ne demande pas à un non-juif de se « convertir », mais de suivre les sept impératifs moraux qui auraient été données, d’après la tradition juive, par Dieu à Noé. Une réalité énoncée ainsi dans la plus ancienne Baraïta (IIe siècle de notre ère, élément mis de côté par le Talmud) :
« Nos Docteurs ont dit que sept commandements ont été imposés aux fils de Noé : le premier leur prescrit d’avoir des magistrats ; les six autres leur défendent : le sacrilège ; le polythéisme ; l’inceste ; l’homicide ; le vol ; l’usage d’un membre de l’animal en vie. » (TB Sanhédrin , 56 b)
Israël est le noyau de l'Humanité pour les nations, parce qu'il représente l'Humanité qui n'existe pas encore mais qui est appelée à exister grâce à lui.
« Le culte spécial d'Israël est la sauvegarde, le moyen de réalisation de la vraie religion universelle ou noachisme, pour employer le mot des Rabbins » (Israël et l'Humanité, Rééd. Albin Michel 1980 p. 29) ; il ne s'agit pas de convertir l'humanité tout entière au judaïsme car « La Religion universelle ne consiste pas dans une conversion pure et simple des gentils au mosaïsme » « mais dans la reconnaissance que l'humanité doit faire de la vérité de la doctrine d'Israël. » (Israël et l'Humanité, Rééd. Albin Michel 1980, pp. 364,365)
Benamozegh soutenait en outre que « la théologie franc-maçonnique n’est au fond que de la théosophie et correspond assez bien à celle de la Kabbale ».
Le grand promoteur des thèses de Benamozegh fut son disciple français Aimé Pallière, qui préface Israël et l'Humanité et cite une lettre de son maître :
« Avant toutes choses, je voudrais que vous vous persuadiez bien que cette religion noachide dont vous me dites entendre parler pour la première fois, n'est pas une trouvaille que j'ai personnellement faite, encore moins une invention de ma façon. Non, c'est un fait étudié, discuté à chaque page de notre Talmud. Ajoutez à cela que ce fait est le nœud même du sujet qui nous occupe. » (Aimé Pallière, Le Sanctuaire Inconnu, p. 137)
L’œuvre d’Elie Benamozegh est une « tentative constante de rapprochement entre le monde de la tradition juive et les acquis les plus récents de la science et de la philosophie européennes », selon Alessandro Guetta.

### Influences sur Jacques Lacan
Elie Benamozegh a exercé une influence déterminante sur le psychanalyste Jacques Lacan, selon Gérard Haddad ou Marie Olmucci.
Gérard Haddad souligne qu'« à l’un des séminaires, Lacan parla du maître ouvrage du rabbin kabbaliste Elie Benamozegh, Israël et l’Humanité », comme du « livre par lequel je serais devenu juif si j’avais eu à le faire ».
« Nous savons grâce à Haddad que Lacan a lu avec passion Elie Benamozegh », rappelle Marie Olmucci, qui avance l'hypothèse que Lacan aurait trouvé dans la pensée de la Kabbale « le dépassement de la logique binaire » entre autres par la « structure trinitaire de l’arbre des sephiroth », un dépassement que Lacan appelle la « Chose freudienne », selon Olmucci. « La Chose freudienne, c'est ce que Freud a laissé tomber » dira encore Lacan qui la relie très fortement à la « dimension de parole comme porteuse de vérité ».

## Œuvres
- Eimat Mafgi'a (La Crainte de l'adversaire), une réfutation des attaques de Léon de Modène contre la Kabbale, en 2 vols., Leghorn, 1858
- Guer Tzedek (Prosélyte vertueux), notes critiques sur le Targoum Onkelos, ib., 1858
- Ner le-David (Lampe de David), commentaire sur le Livre des Psaumes, publié en marge du texte, ib., 1858
- Em la-Mikra (Matrice de l'Écriture), commentaire sur le Pentateuque, contenant des notes critiques, philologiques, archéologiques et scientifiques sur les dogmes, histoire, lois, et coutumes des anciens peuples, publié avec le Texte sous le titre de Torat Adonai, Leghorn et Paris, 1862-65
- Ta'am la-Shad (Explication pour Samuel David), réfutation du dialogue de Samuel David Luzzatto sur la Kabbale, Leghorn, 1863
- Mevo Klali, introduction générale aux traditions du judaïsme, publiée dans "Ha-Lebanon," 1864, pp. 73 et seq.
- Storia degli Esseni, Florence, 1865
- Morale Juive et Morale Chrétienne. Examen Comparatif Suivi de Quelques Réflexions sur les Principes de l'Islamisme. Paris, 1867; réed. Paris, éditions In Press, 2000[10].
- La Kabbale et l'origine des dogmes chrétiens, 1863 (non publié) ; éd. Paris, éditions In Press, 2011, 290 p.
- Spinoza et la Kabbale, L'Univers Israélite, septembre 1863; réed. Puyméras, Éditions localement transcendantes, 2020  (ISBN 979-8-6682-5692-1)
- Teologia Dogmatica e Apologetica, Leghorn, 1877 ; réed. Di Dio, Teologia dogmatica e apologetica, Puyméras, Éditions localement transcendantes, 2022  (ISBN 978-2-3836-6020-0)
- Le Crime de la Guerre Dénoncé à L'Humanité, Paris, 1881 (ce travail a valu à Benamozegh une médaille et une mention honorable de la Ligue de la Paix, sur la proposition de Jules Simon, Édouard Laboulaye, et Frédéric Passy)
- Ya'aneh be-Esh (Il répondra par le feu), discussion sur la crémation selon la Bible et le Talmud, Leghorn, 1886.
- Israël et l'humanité. Étude sur le problème de la religion universelle et sa solution. Préface d'Aimé Pallière. Avant-propos d'Alfred Lévy. Paris, E. Leroux, 1914 (édité à titre posthume).